# Filip Bandžak
Filip Bandžak, (Pardubice, 10 de setembro de 1983), é um barítono e músico checo, particularmente conhecido por sua versatilidade de interpretação e voz brilhante com um timbre aveludado.

## Biografia e Carreira
Filip Bandžak nasceu em Pardubice, República Checa.
Desde os quatro anos estudou violino na escola de arte popular em Praga. Em 1992, ele começou a cantar no Coro Infantil Kühn de Filarmónica Checa de Praga. Ele fez sua estréia no papel do pajem da duquesa em Rigoletto Giuseppe Verdi no Teatro nacional de Praga . Aos 11 anos estreou profissionalmente na ópera La Bohème de Giacomo Puccini no Teatro Nacional de Praga.
Bandžak estudou na Universidade do Sul da Boémia, Pilsen, República Checa. Ele ganhou um M.A. em psicologia e cultura e música. Em 1998, ele ganhou o primeiro prêmio de Gran Prix Europeu de Canto Coral em Tolosa, Espanha. Ele estudou na Academia Russa de Artes Teatrais em Moscou, em 2005.
Ele ganhou um prêmio especial no Concurso Internacional de Canto da China, Ningbo em 2008.
Ele era um laureado do Grande Prémio Internacional Maria Callas em Atenas, Grécia em 2009.
Em 2014, ele foi premiado com o "Europea de Ouro" da União Europeia.
Bandžak atuou em vários países: Áustria, Itália, Polónia, Hungria, Alemanha, Ucrânia, Cazaquistão, Malásia, Singapura, China e Canadá.
Em Novembro de 2014 participou no XII Festival Internacional de Música Contemporânea de Lima, Peru, e apresentou partes de Dvořák, Mozart e Rossini.

## Prêmios e distinções honrosas
- 2014 - Golden Europea